# Florent Mols
Florent Mols (Antwerpen, 11 maart 1811 - aldaar, 17 januari 1896) was een Antwerps romantisch kunstschilder, gespecialiseerd in landschappen en genretaferelen..

## Persoonsgegevens
Florent Mols was een zoon van Jonkheer François Mols (1767-1845) en van Theresa Van de Zanden (1781 – 1813). Hij huwde op 19 april 1842 met Elise-Hubertine Brialmont (1822-1894). Het stel kreeg vier kinderen: Léonie-Marie Mols, die huwde met de vooraanstaand Antwerps zakenman Jacques-Ernest Osterrieth, Marie-Clementine, Robert Mols (die net als zijn vader kunstschilder werd), en Alexis. Rond 1861 woonde het gezin aan de Van Schoonbekestraat, Sint-Laurentiuswijk, Antwerpen.

## Levensloop
Florent Mols was leerling van Ferdinand de Braekeleer en van Mattheus Ignatius van Bree aan de Koninklijke Academie voor Schone Kunsten van Antwerpen.
Hij schilderde landschappen, genretaferelen, soms met oriëntaalse strekking. Einde mei 1838 reisde hij naar Egypte en het Midden-Oosten in gezelschap van de Antwerpse mecenas Charles Stier d’Aertselaer (1770-1847). Hij ontmoette in Ankara de schilder Jacob Jacobs met wie ze dan samen verder reisden. Zij voeren de Nijl op tot aan Nubië. In de herfst van 1838 waren Florent Mols en Jacob Jacobs op hetzelfde ogenblik aanwezig in Egypte als David Roberts, die vooral bekend is vanwege zijn schetsen van Oud-Egyptische monumenten. Florent Mols ondernam later nog een tweede Egyptereis, met de schilder Franz Vinck. Na een terugreis via Alexandrië, reisden ze naar Griekenland. Na een oversteek naar Triëst, reisden ze door Oostenrijk en Duitsland naar Sint-Petersburg. Hij keerde terug, via een tocht door Noord-Duitsland, naar Antwerpen in 1839. Hij bracht van deze reis enkele antiquiteiten mee, alsook Arabische en Koptische manuscripten.
Zijn oriëntaalse werken vertoonden een krachtig licht dat zich vertaalde in stralende kleuren. Dit werd eerst door zijn critici op ongeloof onthaald, totdat dit bevestigd werd door de werken van latere schilders.

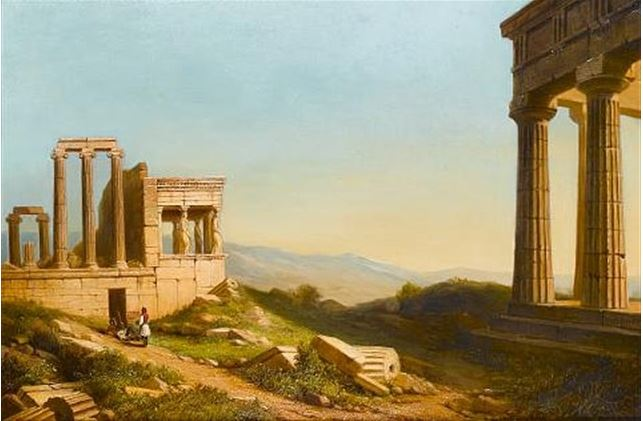
Acropolis
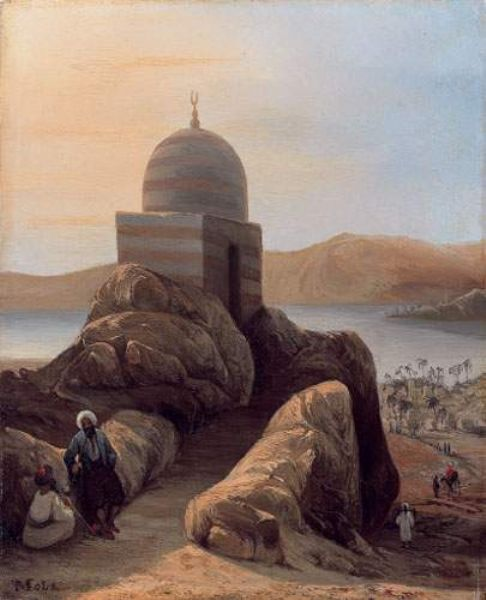
Mausoleum
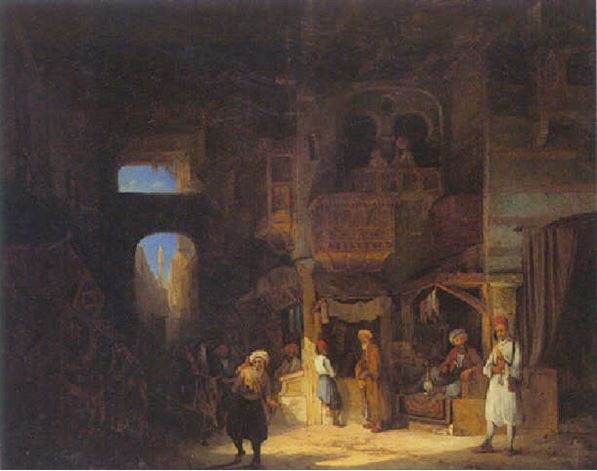
Medina

## Tentoonstellingen
- Deelname aan de Salons vanaf 1848.
- Salon 1861, Antwerpen: Gezicht in de Vallei van Josaphat, Palestina, Passage van de rotsachtige bergen in de Egyptische woestijn, Gezicht van El Tell, stad aan de oevers van de Nijl in Opper-Egypte, "Gezigt van de Temptel van Theseus en van de Acropolis van Atghene"

- Bibliothèque nationale de France: cb17088072k (data)
- Gemeinsame Normdatei: 102865118X
- International Standard Name Identifier: 0000 0004 0011 0322
- Library of Congress Control Number: no2013016834
- Nederlandse Thesaurus van Auteursnamen: 35324984X
- RKD-Nederlands Instituut voor Kunstgeschiedenis: 56769
- Système universitaire de documentation: 166989541
- Union List of Artist Names: 500164509
- Virtual International Authority File: 295819959
- WorldCat: E39PBJpVbxV7BgqgmytGKTjQv3